# Bakacaklıçiftliği, Biga
Bakacaklıçiftliği là một xã thuộc huyện Biga, tỉnh Çanakkale, Thổ Nhĩ Kỳ. Dân số thời điểm năm 2011 là 144 người.